# ピノ・カルーソ
ピノ・カルーソ（Pino Caruso、1934年10月12日 - 2019年3月7日）は、イタリアの俳優。

## 出演作品
- 勝手にプラトーン／戦争はバクハツよ！
- 青い体験